# Genteng (Banjaran)
Genteng is een bestuurslaag in het regentschap Majalengka van de provincie West-Java, Indonesië. Genteng telt 2059 inwoners (volkstelling 2010).